# سیمون رابی
سیمون رابی (انگلیسی: Simone Rabbi؛ زادهٔ ۳۰ اکتبر ۲۰۰۱) بازیکن فوتبال اهل ایتالیا است.
وی همچنین در تیم ملی فوتبال زیر ۱۸ سال ایتالیا بازی کرده‌است.